# كارول د. رايت
كارول د. رايت (بالإنجليزية: Carroll Davidson Wright)‏ هو إحصائي أمريكي، ولد في 25 يوليو 1840 في نيوهامبشير في الولايات المتحدة، وتوفي في 20 فبراير 1909 في ورسستر في الولايات المتحدة.

## وصلات خارجية
- كارول د. رايت على موقع إن إن دي بي (الإنجليزية)